# اوناواتونا
اوناواتونا (به لاتین: Unawatuna) یک منطقهٔ مسکونی در سری‌لانکا است که در استان جنوبی (سری‌لانکا) واقع شده‌است.